# Tipula (Pterelachisus) mcdonaldi
Tipula (Pterelachisus) mcdonaldi is een tweevleugelige uit de familie langpootmuggen (Tipulidae). De soort komt voor in het Oriëntaals gebied.